# Archäologisches Fenster am Münster

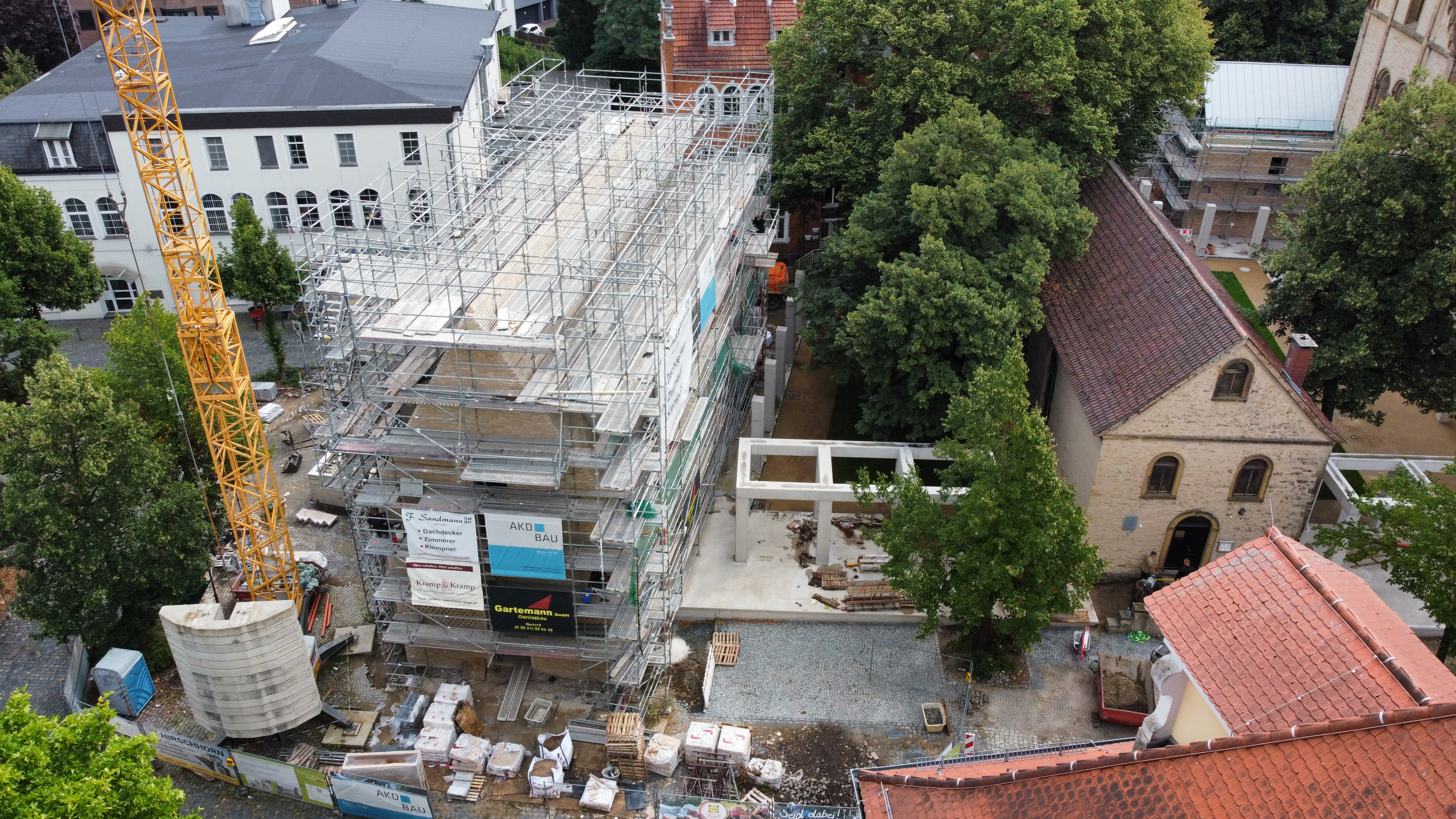
Archäologisches Fenster am Münster - Anfang August 2025

Das Archäologische Fenster am Münster (AFaM) ist ein im Bau befindliches archäologisches Fenster in Herford, mit dem das Bodendenkmal Damenstift Herford in Form einer gestalteten archäologischen Stätte sichtbar und erlebbar gemacht werden soll. Das AFaM ist eine bürgerschaftliche Initiative, angestoßen vom Herforder Unternehmer und Mäzen Dieter Ernstmeier mit dem Verein für Herforder Geschichte.

## Lage
Das Archäologische Fenster am Münster liegt in Herford zwischen Münsterkirche, Rathaus und der Berliner Straße.

## Geschichte
Nach einer im Jahr 2016 vorgestellten Machbarkeitsstudie entschied sich der Rat der Stadt Herford im Oktober mit einem Grundsatzentscheid für den Bau des Archäologischen Fensters. Für die Erstellung des inhaltlichen Konzepts wurde Matthias Wemhoff, Direktor des Berliner Museums für Vor- und Frühgeschichte und Landesarchäologie, eingebunden. Das Projekt wird durch eine Förderung aus dem Bundeshaushalt und eine Co-Finanzierung über den Geschichtsverein Herford und die Dieter-Ernstmeier-Stiftung finanziert. Die Gesamtkosten betragen 5,7 Millionen Euro (Stand November 2024).
Die Grundsteinlegung fand im August 2023 statt. Im Oktober 2024 wurden insbesondere durch einen aufwendigeren Innenausbau Mehrkosten von einer halben Million Euro erkennbar. Um die Mehrkosten stemmen zu können, rief die Stadt in einer Bürgerfinanzierungskampagne zur Mithilfe auf. Die Eröffnung soll am 23. August 2025 stattfinden.

## Beschreibung
Das AFaM ähnelt einem Gebäude aus dem Jahr 926 an gleicher Stelle. Das 2-geschossige Gebäude bildet eine Schutzhülle für die Originalmauern, die wieder freigelegt werden, wenn das Gebäude steht. Zusätzlich wird der Kreuzgang des Klosters wieder hergestellt.